# 与野中央通り

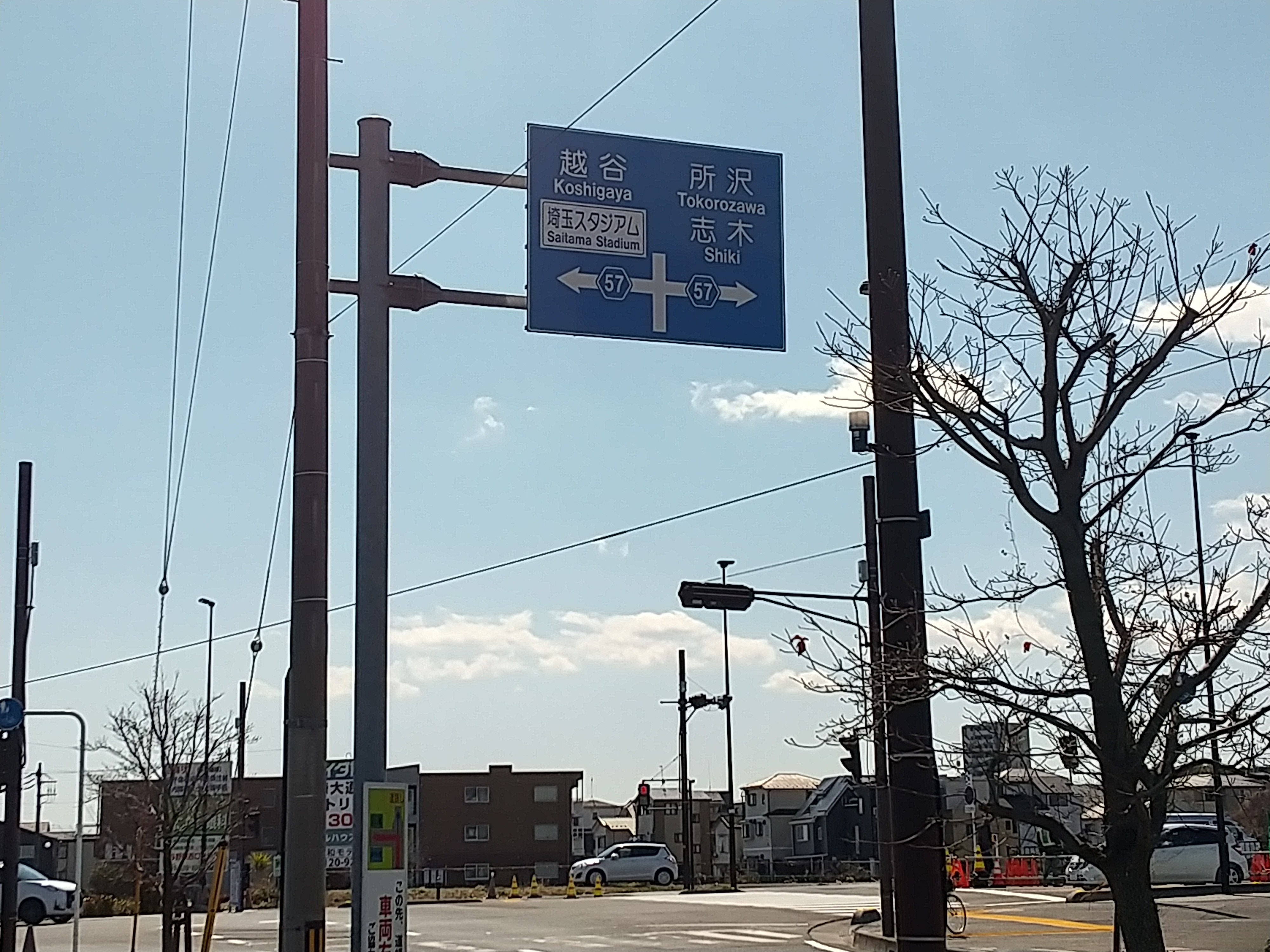
大戸付近

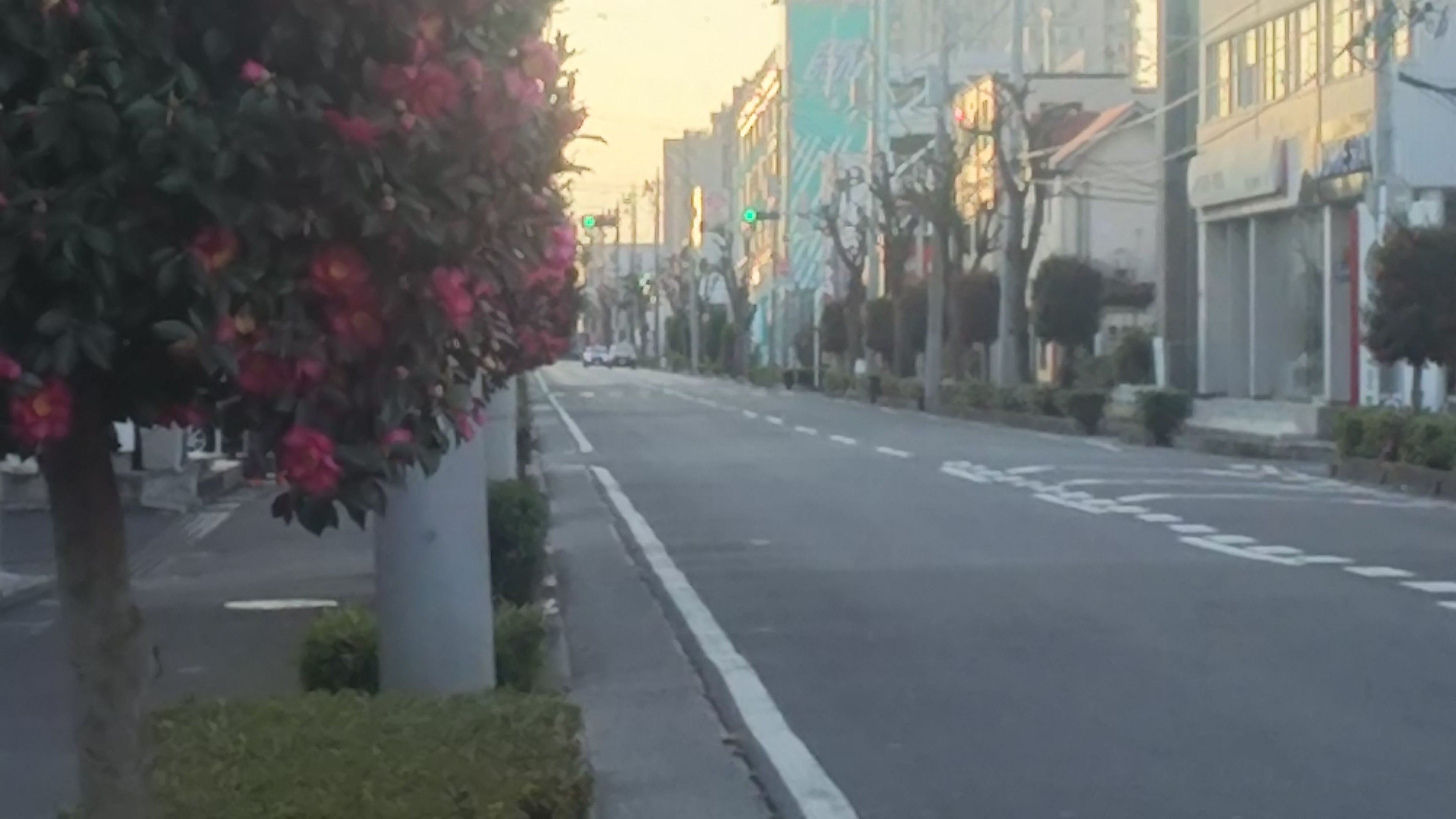
上落合6丁目付近

与野中央通り（よのちゅうおうどおり）は、埼玉県さいたま市中央区の鴻沼川(霧敷川)から50m～150m東側を、南北方向に並行して大宮区に至る、さいたま市道第1号線(旧与野市内)及び40034号線(旧大宮市内)の名称である。全線で、都市計画道路与野中央通り線を構成する。

## 概要[2]
- 起点：さいたま市中央区大戸2丁目(都市計画道路道場三室線との交差点)
- 終点：さいたま市大宮区桜木町4丁目(新都心(西)交差点)
- 延長：3850m
- 車線数：2車線

1966年3月22日に当初の都市計画決定がなされ、与野市役所(現：中央区役所)付近から工事が開始された。
1987年12月に、都市計画道路南大通東線(埼玉県道56号さいたまふじみ野所沢線、与野大宮大通り)から都市計画道路タツミ通り線(たつみ通り)までが完成し、その後北側から、里見通りまで(1990年代中盤)、埼大通りまで(2005年12月)と開通区間が順次南へと伸びていった。さらに南側の埼大通りから道場三室線との交差点までの区間は、2005年の事業認可を経て2011年2月9日 に開通し、これにより与野中央通りは全線開通した。
さいたま市中央区内を南北方向に縦断する道路としては、東側を通る国道17号と、西側を通る本町通り(埼玉県道165号大谷本郷さいたま線)の間に位置する。また、下落合4丁目でJR埼京線の線路と交差し、以南では線路の東側を、以北では線路の西側を通る。
2001年に、沿線上に国際興業バス西浦和営業所が「新中里三丁目」停留所と引返場を開設しており、与野本町駅および西浦和車庫間の路線バスの回送経路および、北浦和駅西口間の送り込み路線として運行されているが、新中里三丁目以外の停留所は当道路上になく、通りの大半で路線バスは走行していない（中央区役所周辺部も路線バスが存在しない）。また、さいたま新都心駅を経由しない大宮駅西口発着の高速バスやリムジンバスでは新都心西出入口（埼玉県道56号）から国道17号への走行経路となっている。
与野中央通りは全区間で2車線であるが、区間の北端である新都心(西)交差点では、さらに北へ伸びる4車線道路(都市計画道路桜木広路線)に接続している。
たつみ通りから南側は市街化調整区域を通るが、開通前に住宅地が点在しており、用地買収に時間を要した。着工前から並行する道幅4m程度の狭小路が存在し、自動車のすれ違いが難しい区間であった。

## 通過する自治体
- さいたま市（大宮区、中央区）

## 交差する道路
| 交差する道路                                                    | 交差する道路                                                    | 交差点名   | 最高速度 (km/h) | 所在地 | 所在地 |
| --------------------------------------------------------------- | --------------------------------------------------------------- | ---------- | --------------- | ------ | ------ |
| 埼玉県道56号さいたまふじみ野所沢線 (南大通東線、与野大宮大通り) | 埼玉県道56号さいたまふじみ野所沢線 (南大通東線、与野大宮大通り) | 新都心(西) | 40              | 大宮区 |        |
| 埼玉県道215号宗岡さいたま線 (八幡通り)                          | 埼玉県道215号宗岡さいたま線 (八幡通り)                          |            | 40              | 中央区 |        |
| さいたま市道第2号線(赤山通り)                                   | さいたま市道第2号線(赤山通り)                                   | 中央消防署 | 40              | 中央区 |        |
| (保健センター通り)                                              | (保健センター通り)                                              | 法務局前   | 40              | 中央区 |        |
| 埼玉県道119号与野停車場線 (駅前通り)                            | 埼玉県道119号与野停車場線 (駅前通り)                            | 中央区役所 | 40              | 中央区 |        |
|                                                                 | (福原通り)                                                      |            | 40              | 中央区 |        |
| さいたま市道第3号線(たつみ通り)                                 |                                                                 |            | 40              | 中央区 |        |
| さいたま市道第10号線(里見通り)                                  |                                                                 |            | 40              | 中央区 |        |
| 国道463号(埼大通り)                                             |                                                                 |            | 40              | 中央区 |        |
| さいたま市道第12号線(大戸氷川通り)                              |                                                                 |            | 40              | 中央区 |        |
| 埼玉県道57号さいたま鴻巣線(道場三室線)                          |                                                                 |            | 40              | 中央区 |        |

## 沿線の主な施設
- 新都心西出入口
- 首都高速埼玉新都心線新都心トンネル（県道56号地下）
- 上落合公園
- さいたま地方法務局
- さいたま市中央区役所
- 与野郵便局
- 与野本町駅
- 与野中央公園
- さいたま市立鈴谷小学校
- 南与野駅
- さいたま市立大戸保育園
- さいたま市立与野南中学校